# Saison 2 de Walker
Chronologie
Saison 1 Saison 3
Cet article présente le guide des épisodes de la deuxième saison de la série télévisée américaine Walker.

## Distribution
- Jared Padalecki (VF : Damien Boisseau) : Cordell Walker
- Keegan Allen (VF : Arnaud Laurent) : Liam Walker, petit frère de Cordell
- Mitch Pileggi (VF : José Luccioni puis Thierry Hancisse) : Bonham Walker, père de Cordell et Liam
- Molly Hagan (VF : Patricia Piazza) : Abeline Walker, mère de Cordell et Liam
- Coby Bell (VF : Mathieu Albertini) : le capitaine Larry James
- Jeff Pierre (VF : Mike Fédée) : Trey Barnett
- Violet Brinson (VF : Cindy Lemineur) : Stella Walker, fille adolescente de Cordell
- Kale Culley (VF : Garlan Le Martelot) : August Walker, fils adolescent de Cordell
- Odette Annable (VF : Karine Foviau) : Geraldine « Geri » Broussard, amie d'Emily et Cordell
- Ashley Reyes (VF : Olivia Luccioni) : Cassie Perez, la nouvelle partenaire de Cordell
- Lindsey Morgan (VF : Barbara Beretta) : Michelle « Micki » Ramirez, partenaire de Cordell dans les Texas Rangers

### Acteurs récurrents
- Genevieve Padalecki (VF : Marie-Eugénie Maréchal) : Emily, la défunte épouse de Cordell
- Dave Annable (VF : Constantin Pappas) : Dan Miller
- Amara Zaragoza : Denise Davidson, le nouveau procureur de district
- Jalen Thomas Brooks (en) : Colton Davidson, le fils de Denise et Dan
- Paula Marshall : Gale Davidson, mère de Denise

## Liste des épisodes

### Épisode 1:C'est eux qu'ont commencé
- États-Unis : 28 octobre 2021 sur The CW

### Épisode 2:La Clé
- États-Unis : 4 novembre 2021 sur The CW

### Épisode 3:Brûleur de grange
- États-Unis : 11 novembre 2021 sur The CW

### Épisode 4:Ce n'est pas ce que tu crois
- États-Unis : 18 novembre 2021 sur The CW

### Épisode 5:Partenaires et Troisième Roues
- États-Unis : 2 décembre 2021 sur The CW

### Épisode 6:Mon beau Sapin
- États-Unis : 9 décembre 2021 sur The CW

### Épisode 7:Et après?
- États-Unis : 13 janvier 2022 sur The CW

### Épisode 8:Quand le passé ressurgit
- États-Unis : 20 janvier 2022 sur The CW

### Épisode 9:Coup bas
- États-Unis : 27 janvier 2022 sur The CW

### Épisode 10:Coup de pouce
- États-Unis : 3 mars 2022 sur The CW

### Épisode 11:Hors Limites
- États-Unis : 10 mars 2022 sur The CW

### Épisode 12:Terrain d'entente
- États-Unis : 31 mars 2022 sur The CW

### Épisode 13:Un truc Bien
- États-Unis : 7 avril 2022 sur The CW

### Épisode 14:La Foire aux mensonges
- États-Unis : 14 avril 2022 sur The CW

- Josh Hopkins : Fenton Cole
- Jade Fernandez : Rita
- Phil Ehart  : Kansas
- Rich Williams  : Kansas
- Billy Greer  : Kansas
- David Ragsdale  : Kansas
- Ronnie Platt  : Kansas
- Tom Brislin  : Kansas

### Épisode 15:C'est du Passé
- États-Unis : 28 avril 2022 sur The CW

- Karissa Lee Staples : Twyla Jean

### Épisode 16:Joyeux anniversaire!
- États-Unis : 5 mai 2022 sur The CW

- Karissa Lee Staples : Twyla Jean

### Épisode 17:Histoire de Famille
- États-Unis : 2 juin 2022 sur The CW

- Karissa Lee Staples : Twyla Jean

### Épisode 18:Mission de Secours
- États-Unis : 9 juin 2022 sur The CW

- Matt Pascua : Ben Perez
- Mustafa Elzein : Miles Vyas
- Jamie Perez : Angela

### Épisode 19:Le dernier pas
- États-Unis : 16 juin 2022 sur The CW

### Épisode 20:Il y a un truc qui cloche
- États-Unis : 23 juin 2022 sur The CW